# 田一儁
田一儁（1540年—1591年），字賓陽，號鍾台，福建延平府大田縣人，民籍，明朝政治人物。

## 生平
嘉靖四十年（1561年）辛酉科福建鄉試第三名舉人，隆慶二年（1568年）中式戊辰科會試第一名，二甲第三名進士。選庶吉士，授编修，五年八月进侍读。万历五年（1577年）张居正丁憂夺情，吴中行攻擊张居正，赵用贤亦上疏批評，张居正大怒。田一俊同侍讲赵志皋、修撰沈懋学等上疏力救。九年五月负责编纂六曹章奏，丁忧归。十二年六月復起侍读，充《大明会典》纂修官，十月升右谕德，掌南京翰林院事，十四年升国子监祭酒，十五年七月充经筵讲官，十六年十月迁礼部右侍郎，兼翰林院侍读学士，十七年二月代替生病的朱赓总理会试事宜，再充经筵讲官，六月升左侍郎，教习庶吉士，十九年正月掌翰林院印信，三月以病乞归，准回籍调理，不久去世。

## 家族
曾祖田廣實；祖父田琮；父田洙，號見山，貢士。母陳氏。重慶下。